# Humana Milchunion
Humana Milchunion eG – niemieckie przedsiębiorstwo przetwórstwa spożywczego.
Z obrotem ponad 2,9 mld euro i ilością ponad 3,3 mld kg przetwarzanego rocznie mleka należy do liderów przedsiębiorstw przetwarzających ten surowiec. W Niemczech Humana Milchunion zajmuje pod tym względem drugie miejsce, natomiast na świecie mieści się w tym rankingu w pierwszej dwudziestce.
Humana Milchunion eG, spółka-matka całej grupy przedsiębiorstw, jest zorganizowana na zasadach spółdzielczych, co oznacza, że dostawcy najważniejszego surowca – mleka są udziałowcami przedsiębiorstwa. Około 6 tysięcy dostawców mleka w czterech landach zaopatruje codziennie 12 zakładów produkcyjnych Humany.

## Historia
- Rok 1950: Pewien niemiecki lekarz pediatra, mieszkający w niewielkim mieście Herford doktor Heinz Lemke, od lat badał możliwości stworzenia specjalnego mleka dla niemowląt, jak najbardziej zbliżonego składem do mleka matki. Udało mu się to w 1949 roku. Krótko potem firma Humana wprowadziła na rynek pierwszy raz efekt jego badań – wytworzone przemysłowo mleko dla niemowląt „Humana”.
- Rok 1958: Wprowadzenie na rynek pierwszej kaszki bananowej w formie proszku.
- Rok 1962: Wprowadzenie na rynek pierwszego specjalnego mleka dla dzieci przedwcześnie urodzonych (to mleko, jeszcze w latach sześćdziesiątych, a także znacznie później, było sprowadzane do Polski).
- W tym samym roku – studia naukowe nad składem mleka matki w różnych fazach laktacji i wprowadzenie na rynek maksymalnie zbliżonego do mleka matki, początkowego mleka sycącego.
- Rok 1967: Humana, jako pierwszy producent, wprowadził na rynek preparat leczniczy, zbilansowaną dietę bananowo-mleczną, stosowaną w terapii biegunek.
- Lata 1968–1970: Wprowadzenie na rynek serii nowych produktów – kaszek dla niemowląt i dzieci.
- Lata 1971–1973: Badania kliniczne, których skutkiem było wprowadzenie na rynek mleka z bananami. Sycące mleko z bananami sprawdziło się dobrze u niemowląt z tendencją do ulewania i labilnym przewodem pokarmowym.
- Rok 1982: Dla dzieci, które nie tolerują mleka krowiego, firma opracowała i wprowadziła na rynek specjalne mleko dla niemowląt, wytwarzane wyłącznie na bazie roślinnej.
- Rok 1985: Pierwsze wprowadzenie na rynek bogatego w energię i substancje odżywcze mleka.
- Rok 1992: Wprowadzenie do obrotu nowej linii hipoalergicznych preparatów do początkowego żywienia niemowląt dla dzieci z ryzykiem wystąpienia chorób alergicznych.
- Rok 1994: Opracowanie i wprowadzenie do sprzedaży specjalnej wody dla niemowląt.
- Rok 1997: Rozszerzenie oferty dla dzieci z ryzykiem alergii o nowy produkt do żywienia następnego.
- Rok 2001: Humana wprowadziła do sprzedaży mleko następne dla dzieci od ósmego miesiąca życia.
- Rok 2003: Pierwsze wprowadzenie do obrotu produktów z dodatkiem prebiotyków.
- Rok 2007: Opracowanie i wprowadzenie na rynek polski mlek początkowych i preparatów do początkowego żywienia niemowląt z dodatkiem LC-PUFA.

Produkty Humana Milchunion są dostępne w ponad 70 krajach świata.